# Isshi Tabe
Pour les articles homonymes, voir Tabe (homonymie).
Isshi Tabe (né en 1956) est un astronome amateur japonais connu pour avoir découvert dans les papiers d'observations de Jean-Dominique Cassini certains dessins qui représentent une tache sombre qui est apparue sur Jupiter le 5 décembre 1690 et dont il suivra l'évolution pendant 18 jours, ce qui pourrait correspondre à l'observation d'un impact sur Jupiter trois siècles avant celui de la comète Shoemaker-Levy 9,.